# Le Grand-Bornand
Le Grand-Bornand es una comuna en la región de Ródano-Alpes, departamento de Alta Saboya, en el distrito de Annecy y cantón de Thônes.
El municipio es un importante centro de deportes de invierno, y debe su nombre al río que lo atraviesa. Los habitantes de Le Grand-Bornand se denominan bornandinos.

## Geografía

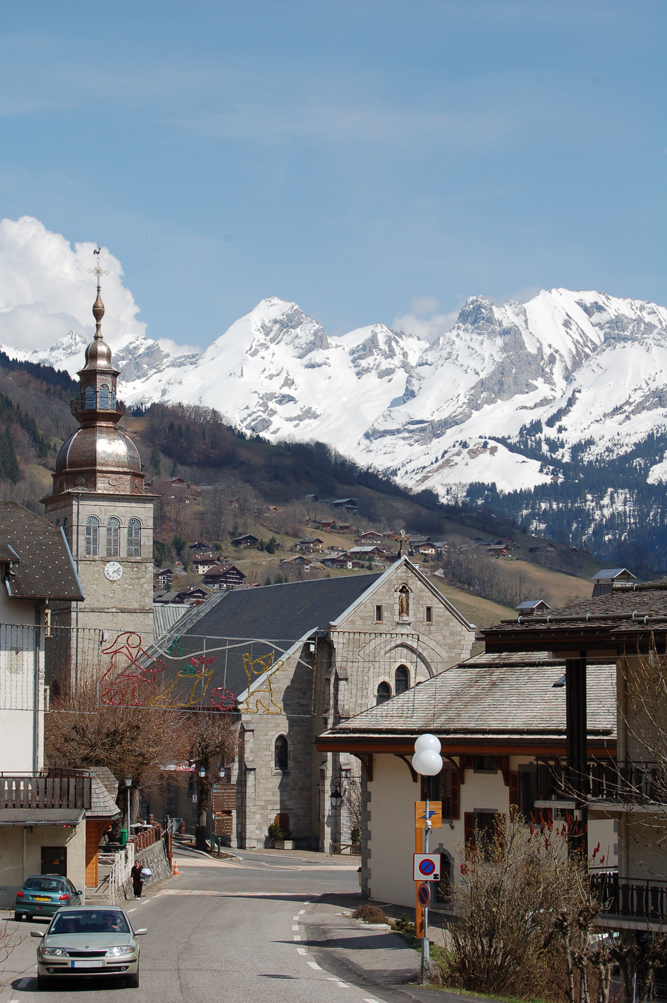
Iglesia de Nuestra Señora de la Asunción de Le Grand-Bornand.

Situado en la vertiente occidental de la cordillera de Aravis, no lejos del Mont Blanc, el lago de Annecy y la frontera con Suiza, Le Grand-Bornand es una estación de verano y de invierno, que se desarrolló alrededor de un antiguo pueblo. Le Grand-Bornand se encuentra en una parte amplia del valle, lo que le ha permitido su desarrollo; el pueblo de Petit-Bornand, situado más abajo, se encuentra en una zona más estrecha del valle. El municipio de Le Grand-Bornand-se compone de tres áreas: el valle de Bouchet, el valle de Chinaillon y el pueblo de Le Grand-Bornand, ubicado en el cruce de los dos valles. El valle de Bouchet se encuentra aguas arriba de la aldea a lo largo del curso del río Borne.
Las localidades más cercanas son Manigod, Thónes, La Clusaz, Saint-Jean-de-Sixt y las más importantes: Chamonix y Annecy.

## Demografía
| 1534 | 1533 | 1606 | 1695 | 1925 | 2115 |
| Para los censos de 1962 a 1999 la población legal corresponde a la población sin duplicidades (Fuente: INSEE [Consultar]) |      |      |      |      |      |

## Reseñas históricas
- 1569: Incendio de la iglesia del pueblo.
- 1698: Primera gran inundación causada por el río Borne.
- 1715: Apertura de la primera escuela.
- 1755: Fin de la controversia con el vecino pueblo de La Clusaz sobre la delimitación de los territorios de los dos pueblos.

- 11 de marzo de 1817: Un violento terremoto causa daños materiales.
- 28 de octubre de 1923: Creación del club de esquí "Société des skieurs bornandins".
- 24 de agosto de 1944: 76 soldados de las milicias del gobierno de Vichy son capturados por las  Fuerzas Francesas del Interior y condenados a muerte el 23 de agosto por un tribunal militar, y son públicamente fusilados cerca del bosque de Peseretaz.[3]  44 de ellos fueron enterrados en un cementerio creado en el lugar, en el valle del Bouchet.[4]
- 14 de julio de 1987: Una inundación brutal e imprevisible del río Borne, tras una violenta tormenta en la montaña, sumerge el valle y devasta el camping de Le Grand-Bornand, donde se producen 21 muertos y dos desaparecidos.[5]  El municipio y el Estado se vieron obligados a indemnizar a las familias de las víctimas, pues el camping se encontraba en la llanura de inundación del río. El número total de víctimas de la inundación fue de 231.[6]
- 22 de julio de 2004: El pueblo recibe por primera vez un final de etapa del Tour de Francia 2004. Lance Armstrong gana después de una etapa de 204,5 km que partía de Bourg d'Oisans.

## Economía

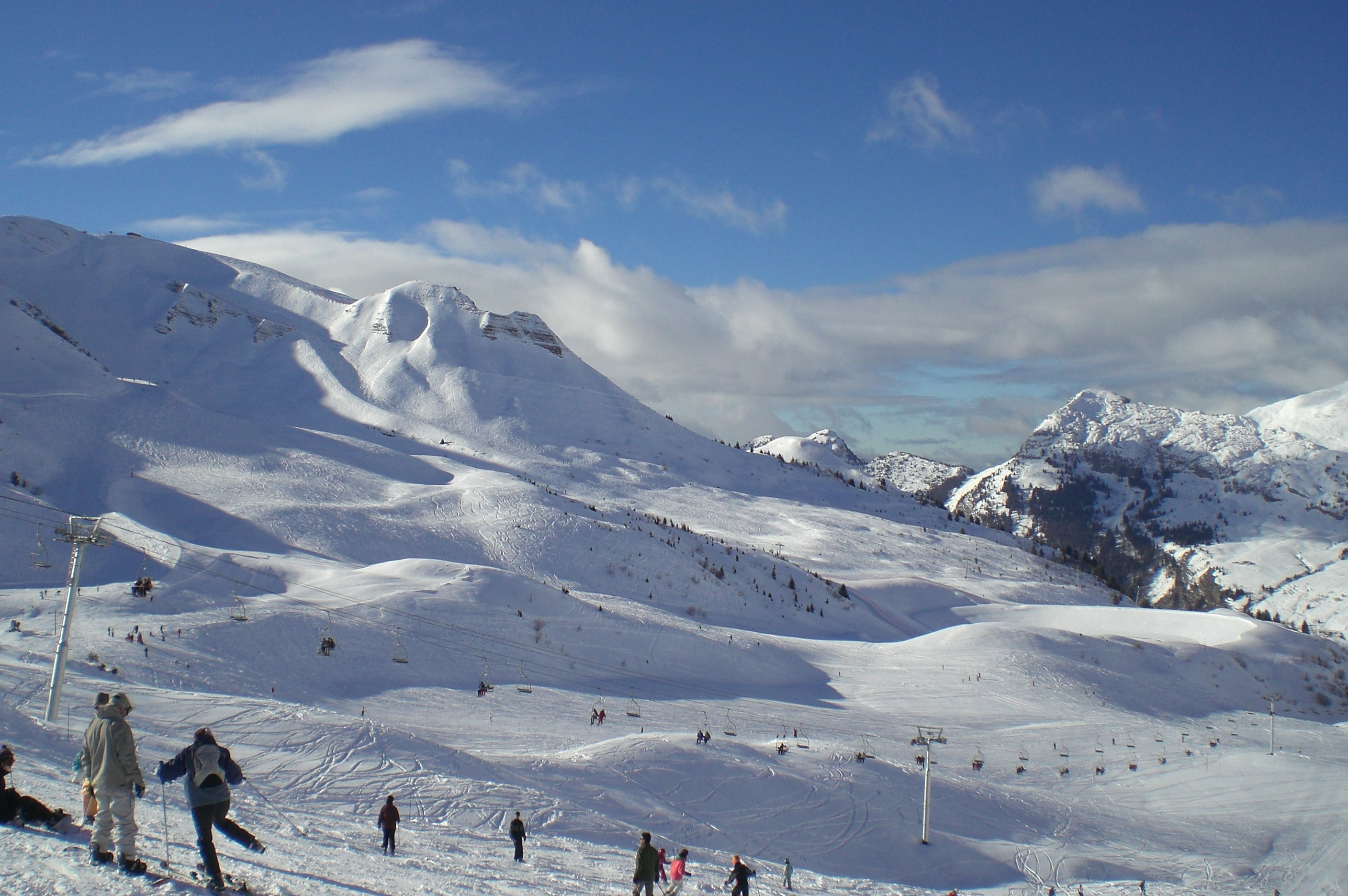
Áreas esquiables de la estación de esquí.

La principal actividad de los habitantes de la zona es la agropecuaria, que ha perdido importancia ante el empuje del sector turístico atraído por la estación de esquí. Esta fue creada en 1962, siendo la primera estación de esquí de fondo de Alta Saboya.
Alrededor de la estación se ha desarrollado una amplia red de infraestructuras relacionadas con el turismo, como apartamentos, chalets, hoteles y restaurantes.

## Estación de esquí
La estación de Le Grand-Bornand cuenta con un área esquiable de 400 ha, con más de 90 km de pistas de   esquí alpino, 60 km para el esquí de fondo y 45 km destinados a paseos con raquetas. Su altitud mínima es de 908 m s. n. m., y la máxima de 2.752 m s. n. m.